# 武峨州
武峨州（武峩州、ぶがしゅう）は、唐代に存在した州。現在のベトナムのタイグエン省に設置された。

## 概要
設置年代は判明していない。742年（天宝元年）、武峨州は武峨郡と改称された。758年（乾元元年）、武峨郡は武峨州の称にもどされた。武峨州は嶺南道の安南府に属し、武峨・武縁・武労・梁山・如馬の5県を管轄した。
宋のとき、武峨州は邕州の羈縻州のひとつとして、右江道に属していた。